# Freies Land (2019)
Freies Land ist ein deutscher Thriller von Regisseur Christian Alvart aus dem Jahr 2019. Das Drehbuch basiert auf dem spanischen Thriller La isla mínima – Mörderland von 2014.

## Handlung
Im Jahr 1992 wird Kommissar Patrick Stein aus Hamburg nach Mecklenburg-Vorpommern versetzt und muss in einem Fall in dem kleinen Ort Löwitz an der deutsch-polnischen Grenze ermitteln. Zwei Schwestern sind hier verschwunden, eventuell haben sie sich aus dem Staub gemacht, um in einem Berliner Hotel zu arbeiten. Sie wurden gesehen, wie sie zu einem Mann ins Auto stiegen. Stein nimmt mit seinem neuen Kollegen Markus Bach die Ermittlungen auf. Bach kommt aus der ehemaligen DDR, er trinkt gern und nimmt es mit seinen Verhörmethoden nicht immer so genau.
Wenig später werden an einem Fluss die Leichen der zwei Mädchen gefunden. Beide wurden vor ihrem Tod vergewaltigt und brutal mit Messern und Zangen gefoltert. Die beiden scheinen nicht die ersten Opfer in der Gegend zu sein. In den letzten Jahren sind um die Zeit des lokalen Jahrmarkts wiederholt junge Frauen verschwunden, die angeblich woanders ihr Glück gesucht haben. Da in der Nachwendezeit viele Menschen der Gegend den Rücken zukehrten, hat man sich nicht allzu sehr darum gekümmert. Die hiesige Polizei scheint auch nicht sonderlich an der Aufklärung der Fälle interessiert zu sein.
Stein und Bach finden in einem alten Brunnen eine Handtasche mit Aktfotografien der Mädchen. Durch die Observierung möglicher Zeugen finden die beiden Kommissare ein altes Jagdschloss, das mit dem Fall zusammenhängen könnte. Doch einige Menschen scheinen nicht zu wollen, dass ermittelt wird. So werden die Kommissare in ihrem Wagen beschossen, später werden ihnen alle vier Reifen zerstochen. Darüber hinaus erhält Stein einen anonymen Brief, in dem seine schwangere Frau bedroht wird. Die Beziehung zwischen den Ermittlern ist angespannt, denn Stein erfährt von einem Journalisten, dass Bach in der Stasi war und in Bautzen Systemkritiker verhört und gefoltert hat. Einen soll er sogar erschossen haben, er sei jedoch für diese Taten nie belangt worden. Bach sagt Stein in einem späteren Gespräch, dass er die Vorwürfe kenne und ein Kollege das damals gewesen sei.
Sie finden heraus, dass man in dem Jagdschloss Zimmer buchen kann und dass die Aktfotos hier aufgenommen wurden. Ein gewisser Janosch Junkers habe die Mädchen nach Berlin gelockt und ihnen Arbeit versprochen. Sie erfahren von der Vermieterin des Jagdschlosses auch, dass Junkers auf einem verlassenen Bauernhof wohnt. Dort finden die Ermittler Arbeitsverträge mit Hinweisen auf viele weitere Fälle. Als Junkers die Kommissare erblickt, flüchtet er mit seinem Auto zu einem Klärwerk. Dort verwundet er die beiden, Bach kann ihn jedoch mit einem Messer, das er ein paar Tage zuvor einem Zeugen abnahm, erstechen und ins Wasser stoßen. Im Auto des Täters entdecken sie ein Mädchen, das sie befreien.
Als sie die Aufklärung des Falls feiern, spricht Stein erneut mit dem Journalisten. Dieser sagt, dass er einer der Zeugen gewesen sei, und gibt ihm ein paar Fotos, auf denen zu sehen ist, dass Bach Menschen gefoltert hat. Am nächsten Morgen fährt Stein zu seiner Frau nach Hamburg.

## Hintergrund
Der Film wurde vom 6. November 2018 bis zum 13. Dezember 2018 in der Ukraine gedreht.

## Kritiken
Der Deutsche Filmdienst urteilte: „In die deutsche Wendezeit verlegte Adaption des spanischen Thriller-Dramas Mörderland, die der Vorlage teils sklavisch folgt und dadurch tatsächlich atmosphärische Momente erzeugen kann. In Handlung, Darstellerführung und Inszenierung offenbart der Film allerdings deutliche Mängel, die mit zunehmendem Verlauf immer störender hervortreten.“
Josef Grübl schrieb in der Süddeutschen Zeitung: „‚Freies Land‘ hält sich eng an die Vorlage, ist aber ausladender erzählt, der Film dauert fast eine halbe Stunde länger als das spanische Vorbild. Er nimmt sich Zeit und gibt seinen Charakteren Raum, gerät in Sachen Logik und Spannung zwischendrin aber etwas ins Schlingern.“
Die Westfälischen Nachrichten dazu: „‚Freies Land‘ ist ein nach Mecklenburg-Vorpommern versetztes Remake des spanischen Thrillers La Isla Mínima – Mörderland (2014) und erweist sich unter der Regie von Christian Alvart (Abgeschnitten, Serie Dogs of Berlin) als atmosphärisch ebenso dichter Genrefilm wie das Vorbild und dessen politischer Subtext.“
Bert Rebhandl von der Frankfurter Allgemeinen Zeitung urteilte: „‚Freies Land‘ handelt vom Kolonialismus – vom innerdeutschen und vom europäischen. Er beginnt an der Zonengrenze im Kopf, über die Christian Alvart deutlich zu wilde Sprünge macht.“
Für die Berliner Morgenpost wertete Peter Zander: „‚Freies Land‘ ist ein atmosphärischer Thriller – und mehr: die Seelenbeschreibung einer zerrissenen Gesellschaft.“
Knut Elstermann urteilte bei MDR Kultur und Radio Eins: „Spannender Thriller: Alvart überträgt den Plot geschickt auf die Nachwende-Zeit, in der das Alte noch nicht vergangen ist und das Neue noch nicht begonnen hat – ein unheimliches, gesetzloses Zwischenreich. Auf ein paar Ossi-Klischees hätte man dabei durchaus verzichten können... Aber Alvart, der auch die hervorragende Kamera führte, hält in dem düsteren Film – mit seinen sehr guten Schauspielern – durchgehend die Spannung. Er verweist mit den Mitteln des gelungenen Thrillers klug auf das gesellschaftlich Unerledigte, das noch lange nachwirken wird.“
Oliver Armknecht von film-rezensionen.de meinte, der Film „ist ein spannender Thriller, der gleichzeitig ein trostloses Bild der Zeit nach der Wende zeichnet. Neben den beiden Hauptdarstellern überzeugen nicht zuletzt die starken Aufnahmen des Films, die mehr sind als reines Lokalkolorit, sondern als Metapher dienen für jene Mischung aus Stillstand und Aufbrechen, der im Zentrum von Alvarts Film steht.“